# Alfredo Brilhante da Costa
Alfredo Brilhante da Costa, genannt Brilhante, (* 5. November 1904 in Rio de Janeiro; † 8. Juni 1980) war ein brasilianischer Fußballspieler.

## Verein
1924 und 1929 konnte er mit seiner Mannschaft Vasco da Gama die Campeonato Carioca gewinnen.

## Nationalmannschaft
Brilhante war Mitglied der Nationalmannschaft seines Heimatlandes und nahm mit ihr an der ersten Fußball-Weltmeisterschaft 1930 teil. Dort kam er im Spiel gegen Jugoslawien zum Einsatz, das Brasilien mit 1:2 verlor. Dieses war sein einziges Länderspiel.